# 2 Broadway
2 Broadway (también conocido como MTA Building) es un edificio de oficinas en el extremo sur de Broadway, cerca de Bowling Green en el Distrito Financiero de Manhattan, Nueva York. 2 Broadway se construyó en 1959 el sitio del New York Produce Exchange. Desde 1995 alberga la sede de la Autoridad Metropolitana del Transporte. Mide 128,3 m de altura y tiene 32 plantas. Skidmore, Owings & Merrill se encargaron de la renovación y remodelación del edificio.

## Historia

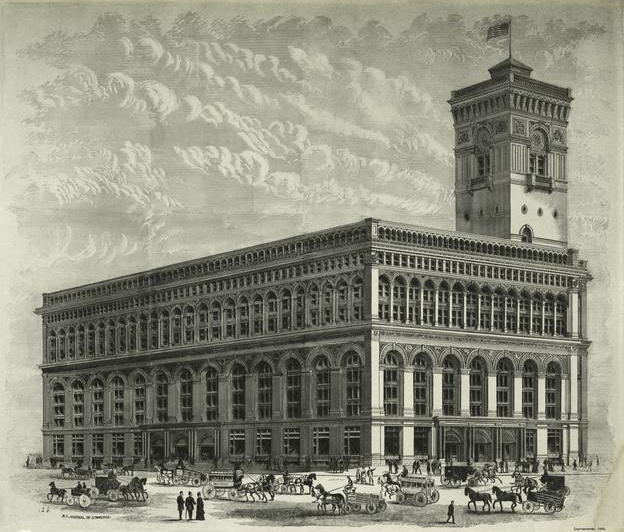
New York Produce Exchange (1883)

El edificio New York Produce Exchange, que fue diseñado por George B. Post y construido entre 1881 y 1884, fue demolido en 1957 y reemplazado por 2 Broadway, una torre de 32 pisos construida en 1958-1959. El desarrollador, Uris Buildings Corporation, primero prefirió un diseño de William Lescaze con Kahn & Jacobs, que presentaba una losa de torre en ángulo recto con Broadway. Sin embargo, finalmente Emery Roth & Sons recibió el contrato, que vio un diseño radicalmente diferente que llenaría la mayor parte del lote, con el edificio levantándose en triples retranqueos. La fachada ahora está cubierta de vidrio teñido de azul verdoso.
En la década de 1990, la Autoridad de Transporte Metropolitano estaba desocupando su sede en 370 Jay Street en el Downtown Brooklyn. La MTA alquiló un espacio en 2 Broadway donde trasladó algunas de sus operaciones. En 1995, Tamir Sapir, un inmigrante ruso y taxista convertido en inversionista inmobiliario, compró 2 Broadway por 20 millones de dólares, con la MTA como único inquilino del edificio. La MTA firmó un contrato de arrendamiento por 49 años en julio de 1998, poco después de vender su New York Coliseum. Poco después, Sapir y la MTA acordaron realizar renovaciones por un valor de 39 millones de dólares en 2 Broadway. 
Sin embargo, las renovaciones se retrasaron y superaron el presupuesto, y Sapir y la MTA se vieron envueltos en numerosas demandas y contrademandas. Para 2000 se esperaba que las renovaciones costaran 135 millones. En 2003 el costo de las renovaciones había aumentado a 435 millones. Parte del aumento presupuestario se atribuyó a la corrupción de los contratistas que estaban renovando los edificios. Posteriormente se ordenó a uno de esos contratistas que pagara una restitución a la MTA por corrupción.

## En la cultura popular
- 2 Broadway ocupa un lugar destacado en la película de comedia dramática estadounidense The Apartment (1960), producida y dirigida por Billy Wilder, como el edificio en el que trabajan los personajes interpretados por las estrellas Jack Lemmon, Shirley MacLaine y Fred MacMurray.[9][10]
- El edificio fue un lugar de rodaje del thriller Mirage (1965), con Gregory Peck y Diane Baker.[11][10]